# دید درونی
«دید درونی» نام ترانه‌ای از گروه موسیقی هوی متال و راک ارمنی-آمریکایی سیستم آو ا داون است که به عنوان یک تک‌آهنگ تبلیغاتی از سومین آلبومشان، این آلبوم را بدزدید! منتشر کردند.